# جون فاولر (مغني)
جون فاولر (بالإنجليزية: John Fuller)‏ هو مغني نيوزيلندي، ولد في 26 يونيو 1850، وتوفي في 9 مايو 1923.